# Turó d'en Vileu
El Turó d'en Vileu era una muntanya de 317,5 metres d'altitud del terme municipal de Bigues i Riells, a la comarca del Vallès Oriental, en territori del poble de Riells del Fai.
Estava situada al sud-est de Riells del Fai i al nord-est de Can Margarit. La muntanya ha estat quasi del tot eliminada per una pedrera d'extracció de grava que ha obert un enorme esvoranc en el territori. És a la dreta del torrent de Can Pagès, just a ponent del lloc on aquest torrent es transforma en el torrent del Quirze.